# Roger Federer
Roger Federer, född 8 augusti 1981 i Basel, är en schweizisk före detta professionell tennisspelare. Federer blev professionell 1998 och på ATP-rankingen har han varit topp tio sedan oktober 2002. Han tillbringade dessutom åtta år i rad (2003–2010) rankad som topp två i världen och tio år i rad (2003–2012) som topp tre.
Federer har varit världsetta i totalt 310 veckor (av vilka 237 var i följd), vunnit 20 Grand Slam-turneringar, nått varje Grand Slam-final minst fem gånger och specifikt Wimbledonfinalen hela elva gånger. Han vann fem raka Wimbledontitlar och fem raka US Open-titlar (ett rekord i den öppna eran) och är en av sju män (och en av fyra i den öppna eran) att vinna en karriär-Grand Slam. Schweizaren har flest Wimbledontitlar någonsin i den öppna eran (8) och delar rekordet i den öppna eran för flest US Open-titlar (5) med Jimmy Connors och Pete Sampras. Genom segern i Wimbledon 2017 blev Federer vid en ålder av 35 år och 11 månader den äldste spelaren att vinna Wimbledon i den öppna eran, 14 år efter den första titeln.
Federer har sammantaget nått 30 Grand Slam-finaler, inkluderat tio raka, från Wimbledonmästerskapen 2005 till US Open 2007; båda noteringarna är rekord. Han nådde 18 av 19 Grand Slam-finaler från Wimbledon 2005 till Australiska öppna 2010 och 23 raka Grand Slam-semifinaler från Wimbledonmästerskapen 2004 till Australiska öppna 2010. I US Open 2015 spelade han i sin 64:e raka Grand Slam-turnering, nådde sin 46:e Grand Slam-kvartsfinal, sin 38:e Grand Slam-semifinal och sin 27:e Grand Slam-final, alltihop rekord. Redan i Franska öppna 2013 nådde Federer sin 36:e raka Grand Slam-kvartsfinal. Han har dessutom vunnit flest Grand Slam-matcher (321) och blev först med att vinna 65+ matcher i varje Grand Slam-turnering
I Olympiska spel har han ett guld i dubbel med sin landsman Stanislas Wawrinka från OS 2008 och silver i singel från OS 2012. Federer har sedan 1999 representerat Schweiz i Davis Cup och ingick i det lag som vann turneringen 2014. 
Federer blev utsedd till Laureus World Sportsman of the Year (världens bästa idrottsman alla kategorier) fyra år i rad, 2005–2008.

## Uppväxt
Roger Federer föddes den 8 augusti 1981 i Basel, som son till Robert Federer och Lynette Durand och som yngre bror till Diana, född 1979. Fadern Robert Federer är schweizare och modern Lynette, född Durand, är sydafrikanska.
I sin ungdom såg Federer framför allt upp till Boris Becker och Stefan Edberg. På tennisbanan hade han ett mycket hett temperament och var väldigt känslig för motgångar. Svensken Peter Lundgren anställdes som huvudtränare åt schweiziska tennisförbundet när Federer var 14 år gammal. Denne fick ansvar för några av landets talangfulla spelare, däribland Federer. Lundgren fick ordning på sin adepts humör och förbättrade hans mentala styrka. Han förblev Federers tränare mellan åren 2000 och 2003.

## Tenniskarriär
Under senare delen av juniorkarriären var Federer överlägsen sina jämnåriga. Han rankades 1998 som världsetta bland juniorer (under 18 år). Han vann bland annat juniorsingeln i Wimbledonmästerskapen och nådde final i US Open.

### 1998–2002: Tidig karriär
Federer debuterade som professionell tennisspelare i hemmaturneringen i Gstaad, Swiss Open i juli 1998. Han debuterade som 17-åring för Schweiz i Davis Cup 1999, han har inte haft så stora framgångar i Davis Cup, men 2014 vann han turneringen. Federer spelade i sin första Grand Slam-turnering i Franska öppna 1999, också 17 år gammal och även i Wimbledon samma år. Han nådde topp 100 på världsrankingen för första gången den 20 september 1999. Han nådde sin första final i Marseille Open 2000, där han förlorade mot landsmannen Marc Rosset. Federers plats på världsrankingen ökade väldigt snabbt under hans tidiga professionella karriär. 1998 slutade han året på 301, 1999 på 64 och 2000 på nummer 29.
Efter US Open 2000 kom ett stort genombrott för Federer. Han åkte till Sydney som 19-åring och tävlade för sitt land Schweiz i OS 2000 och det skulle inte bara bli en lyckad turnering, han träffade sitt livs kärlek, Mirka Vavrinec där också. Federer nådde semifinal, men förlorade mot tysken Tommy Haas stort i två set med 3–6, 2–6. I bronsmatchen mot fransmannen Arnaud Di Pasquale förlorade Federer igen, men den här gången i en mycket tajt match där de första två seten gick till tiebreak.
Federer vann sedan Hopman Cup 2001, tillsammans med Martina Hingis. Han vann strax efter sin första singeltitel, Milan Indoor, mot Julien Boutter i finalen. Federer nådde sin första Grand Slam-kvartsfinal 2001. Han nådde dessutom sin första kvartsfinal i Wimbledon samma år efter att ha besegrat den sjufaldige Wimbledonmästaren Pete Sampras i en otroligt jämn match. Efter tre timmar och 40 minuter slog schweizaren in matchbollen och bröt amerikanens segersvit på 31 matcher i turneringen. Han avslutade 2001 som nummer 13 på världsrankingen.
Han vann sin första Masters Series-titel 2002 i Hamburg Masters på grus, där han finalbesegrade Marat Safin. Med vinsten såg sig Federer nå topp 10 på världsrankingen för första gången. Mellan 1998 och 2002 vann Federer fyra singelfinaler, men förlorade sex. I augusti 2002 gick Federers mångårige tränare och Schweiz Davis Cup-kapten Peter Carter bort i en bilolycka när han var på semester i Sydafrika. Trots detta lyckades Federer avsluta året på ett övertygande sätt. Federer kvalificerade för första gången till Tennis Masters Cup i slutet av 2002, då han för första gången var rankad topp åtta i världen. Han vann där alla tre gruppspelsmatcher men förlorade mot Lleyton Hewitt i semifinalen. Han avslutade året som nummer sex på världsrankingen.

### 2003: Genombrottet; första titeln i Wimbledon
2003 var Federers överlägset bästa säsong dittills i karriären, han vann sju singeltitlar inkluderat sin första Grand Slam-titel. Under 2003 bröt även Federer med tränaren Peter Lundgren.
Federer nådde fjärde omgången i Australiska öppna. Federer vann sedan flera titlar, i Marseille Open efter att ha besegrat Jonas Björkman, sin första titel i Dubai Tennis Championships efter att ha besegrat Jiří Novák, BMW Open efter att ha besegrat Jarkko Nieminen och sin första titel i Gerry Weber Open efter att ha besegrat Nicolas Kiefer med 6–1, 6–3. Federers enastående segersvit i Wimbledonmästerskapen inleddes under 2003 års upplaga. Han förlorade bara ett set i hela turneringen, mot Mardy Fish i tredje omgången, och besegrade Andy Roddick i semifinalen och Mark Philippoussis i finalen. Därmed blev Federer den fjärde efter Björn Borg, Stefan Edberg och Pat Cash att vinna både juniorsingel- och herrsingeltiteln i tävlingen.
Schweiz nådde semifinal i Davis Cup 2003, landets bästa resultat någonsin. Federer förlorade bara en match, mot Lleyton Hewitt, i en femsetare. I US Open nådde Federer fjärde omgången, sedan vann han BA-CA Tennis Trophy och Tennis Masters Cup efter att ha besegrat Andre Agassi i finalen. Amerikanen Andy Roddick, som Federer avfärdade i semifinalen i Wimbledonmästerskapen och i Tennis Masters Cup, var den ende som rankades högre vid årets slut.

### 2004: Införande dominans
2004 var Federers första säsong på touren där han dominerade. Han vann elva singeltitlar, inkluderat tre Grand Slam-titlar och förlorade bara sex matcher under säsongen, Federer vann alla finaler han nådde.
Federer inledde säsongen i Australiska öppna där han nådde final med förlusten av bara två set. Han besegrade där Marat Safin i tre set och vann sin första titel i Australiska öppna och sin andra Grand Slam-titel. Dagen efter, 2 februari, blev Federer världsetta för första gången när han till slut tog Andy Roddicks position.
Federer försvarade sedan sin titel i Dubai Tennis Championships där han besegrade Feliciano López i finalen och vann strax efter sin första titel i Indian Wells Masters där han besegrade Tim Henman. Han förlorade sedan redan i tredje omgången i Miami Masters där han förlorade mot 17-åringen Rafael Nadal som skulle bli Federers största rival. Federer vann sedan sin andra titel i Hamburg Masters men åkte ut i tredje omgången i Franska öppna mot Gustavo Kuerten. Han försvarade sin titel i Gerry Weber Open och även i Wimbledonmästerskapen där Federer besegrade Andy Roddick i fyra set. Han vann sedan sin första titel i Swiss Open och vann även sin första titel i Canada Masters där han ännu en gång besegrade Roddick i finalen.
Federer åkte sedan ut i första omgången av Cincinnati Masters och i OS 2004 i Aten besegrade Federer Nikolaj Davydenko men förlorade mot 18-åriga Tomáš Berdych i andra omgången. Förlusten mot Berdych var Federers sista förlust för säsongen. I US Open vann Federer på walkover i fjärde omgången innan han i en femsetare i kvartsfinalen besegrade den då tvåfaldige US Open-mästaren Andre Agassi. Federer besegrade därefter enkelt Tim Henman i semifinalen i tre set och slog sedan Lleyton Hewitt i finalen i tre set, varav två set med 6–0. Därmed vann Federer sin första titel i US Open.
Han vann sedan sin första titel i Thailand Open efter att ha besegrat Roddick stort i finalen med 6–4, 6–0 vilken blev Federers tionde titel för säsongen och i Tennis Masters Cup besegrade Federer Marat Safin i semifinalen och vann han det andra setets tiebreak med 20–18 och försvarade sin titel även där då han besegrade Hewitt stort i finalen och Federer avslutade året som världsetta för första gången.

### 2005: Tredje titeln i Wimbledon, andra i US Open

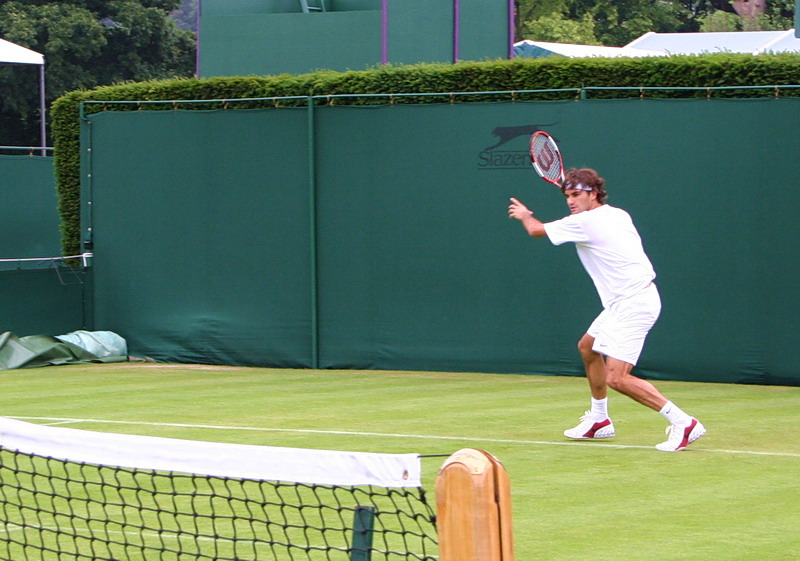
Federer spelar i Wimbledon 2005.

Årets andra tävling för Federer var Australiska öppna, där Federer övertygande hade spelat sig fram till en semifinal mot ryssen Marat Safin. Han vann först mot Fabrice Santoro med 6–1, 6–1, 6–2, sedan mot japanen Takao Suzuki med 6–3, 6–4, 6–4. Mot finländaren Jarkko Nieminen vann Federer första set med 6–3 och i andra set ledde Federer med 5–2 men finländaren behövde avsluta matchen. Sedan vann Federer mot Marcos Baghdatis med 6–2, 6–2, 7–6 (7–4). I kvartsfinalen mot Andre Agassi vann Federer på tre set med 6–3, 6–4, 6–4. I semifinalen mötte Federer ryssen Marat Safin. Efter fyra timmar och 40 minuter besegradeSafin Federer med 7–5, 4–6, 7–5, 6–7 (6–8), 9–7 och Safin vann sedan finalen över Lleyton Hewitt.
Federer reste sig och vann sedan fyra raka turneringar, däribland Masters-tävlingen i Miami. Han ställdes där mot den spanske supertalangen Rafael Nadal, som snabbt tog ledningen med 2–0 i set. Federer svarade sedan för en stark upphämtning och vände matchen till seger 3–2 i set.
De två skulle mötas några månader senare, i semifinal i Franska öppna. Federer, som inte hade tappat ett enda set på vägen fram, fick se sig besegrad av den då 19-årige spanjoren med 6–3, 4–6, 6–4, 6–3.
Bara några veckor senare var det dags för Wimbledonmästerskapen, en tävling Federer hade chansen att vinna för tredje året i följd. Detta lyckades han göra, och i finalen betvingades återigen Andy Roddick med 3–1 i set.
Efter ett längre speluppehåll efter Wimbledonmästerskapen vann Federer Masters-tävlingen i Cincinnati. Nästa stora mål var att försvara US Open-titeln från 2004, vilket han också gjorde efter att ha besegrat Andre Agassi i finalen. Sammanlagt tappade Federer bara två set under turneringen.

### 2006: Karriärens bästa säsong
Många tolkade Federers överlägsenhet på tennisbanan som att schweizaren snart skulle göra en äkta tennisens Grand Slam, det vill säga lyckas vinna samtliga Grand Slam-turneringar under ett och samma kalenderår. Federers skicklighet och slagstyrka på alla underlag gjorde att folk gav honom en stor chans att bli den tredje manlige spelaren efter Donald Budge (1938) och Rod Laver (1962 och 1969) att göra detta.
I vanlig ordning anlände Federer till Australiska öppna som seedad etta och infriade till en början alla förväntningar. I åttondelsfinalen pressades han dock till fem set av tysken Tommy Haas. Även efterföljande match, mot Nikolaj Davydenko blev osedvanligt tuff. Efter mycket om och men stod han ändå som finalist för andra gången i tävlingen. Motståndaren var turneringens överraskning, den 54-rankade cyprioten Marcos Baghdatis. Efter en sämre inledning kunde dock Federer vinna tämligen enkelt. Den efterföljande prisutdelningen var mycket känslosam för Federer som under sitt segertal brast i gråt.

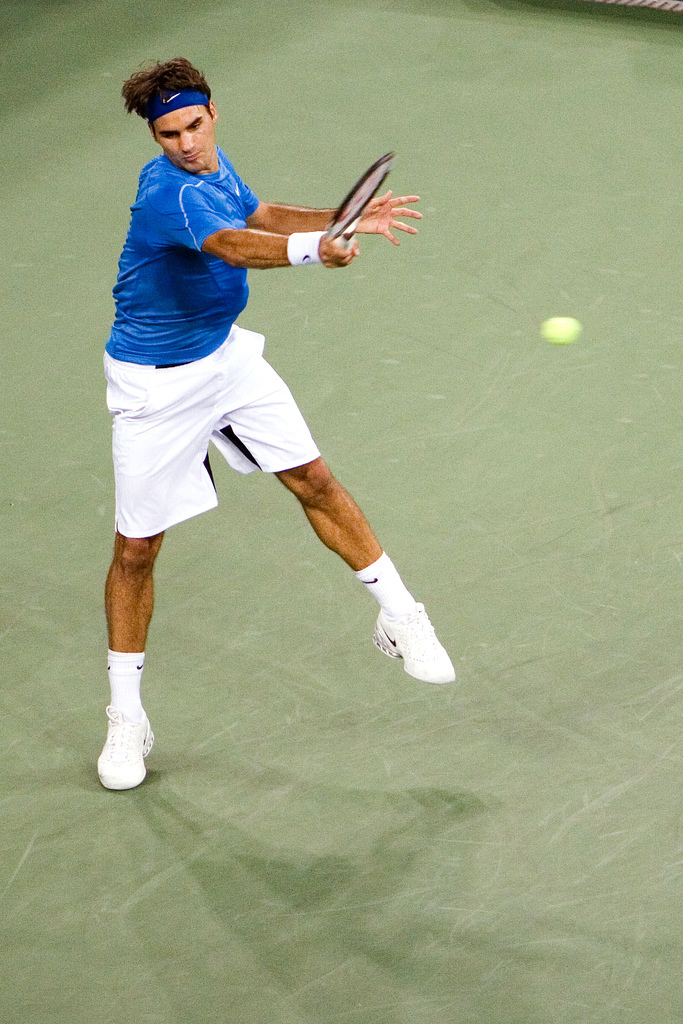
Federer spelar i US Open 2006.

Under 2006 möttes schweizaren och Rafael Nadal i flera uppmärksammade och prestigefyllda matcher. Den numera så omtalade rivaliteten mellan världens två bästa spelare inleddes på allvar under första halvåret, då Federer och Nadal möttes fyra gånger, samtliga möten i finaler. Tre av matcherna spelades på grus (Monte Carlo, Rom, Paris) och en på hardcourt (Dubai). Nadal vann samtliga möten (Federer hade matchboll i finalen Rom).
I Paris hade Federer fått en relativt gynnsam lottning och han hade inga större problem med att spela sig fram till en semifinal mot David Nalbandian. Argentinaren var inför mötet en av få med plusstatistik i vunna matcher mot världsettan. Federer var tidigt illa ute och tappade första set för att sedan ta det andra, men då Nalbandian fick krampkänningar i tredje set valde han att bryta. Föga överraskande väntade Rafael Nadal i finalen. Federers förhoppningar om en första Franska öppna-titel stärktes efter det första setet som schweizaren spelade hem enkelt. Dock svarade spanjoren sedan för imponerande grusspel och kunde vinna med 1-6, 6-1, 6-4, 7-6.
Trots den förmodade besvikelsen efter Franska öppna spelade Federer redan veckan efter finalen grästurneringen i tyska Halle, detta som ett led i förberedelserna för Wimbledonmästerskapen där han hade chans att ta sin fjärde raka titel. Segern i Halle stärkte världsettans självförtroende inför Grand Slam-turneringen, där han skulle bli den som vunnit flest matcher i följd på gräs om han besegrade Richard Gasquet i första omgången. Den då 50-rankade fransmannen hade inget svar mot Federer som enkelt kunde vinna i tre set, och därmed slå Björn Borgs segerföljd på 41 gräsmatcher. Federer fortsatte i samma stil, och tappade inte ett set fram till finalen. Schweizarens fjärde Wimbledon-titel blev ett faktum sedan Federer vunnit över Rafael Nadal, som överraskande nått finalen, med 3-1 i set. Därmed tog Federer sin första seger på över ett år mot spanjoren.
I och med segern i US Open i september blev Federer den förste att vinna Grand Slam-tävlingen tre år i rad sedan Ivan Lendl (1985–1987). Innan årets slut hade schweizaren plockat hem ytterligare tre titlar (Tokyo, Basel och Tennis Masters Cup). I Tennis Masters Cup besegrade Federer Rafael Nadal med 2-0 i semifinalen för att sedan i finalen besegra amerikanen James Blake i tre raka set.
2006 vann Roger Federer tolv titlar, och överträffade därmed sina tidigare rekord på elva titlar från 2004 och 2005.

### 2007

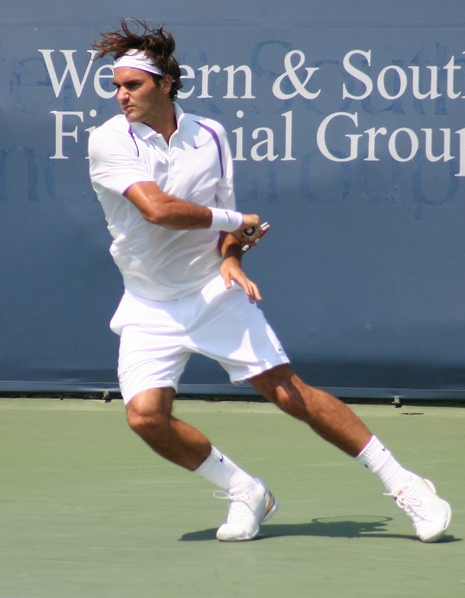
Federer spelar i Cincinnati Masters 2007.

Säsongen 2007 inledde Federer med seger i Australiska öppna efter att ha besegrat chilenaren Fernando González i finalen. För första gången i en Grand Slam-tävling tappade inte schweizaren ett enda set, vilket endast fyra andra spelare klarat av under öppna eran.
I stortävlingen i Hamburg två veckor före Franska öppna besegrade Federer för första gången Nadal på grus. Detta blev extra uppmärksammat eftersom spanjorens segersvit på 82 matcher bröts. I Franska öppna släcktes däremot Federers förhoppningar om att under året vinna en "äkta Tennisens Grand Slam". Han förlorade finalen för andra året i rad mot Rafael Nadal (3-6, 6-4, 3-6, 4-6).
Federer besegrade Nadal i en mycket dramatisk final över fem set i Wimbledonmästerskapen. Segersiffrorna skrevs till 7-6, 4-6, 7-6, 2-6, 6-2. Enligt Tennis Magazine var detta årets match på ATP-touren. Federer tangerade därmed Björn Borgs 27 år gamla rekordnotering med fem singeltitlar i rad i turneringen. Han tangerade också Borgs och Rod Lavers noteringar om elva vunna singeltitlar i Grand Slam-turneringar. Inför och efter samtliga matcher i turneringen bar Federer vita långbyxor och vit kavaj.
I september vann han US Open för fjärde gången genom finalseger i tre jämna set över serben Novak Djokovic (7-6, 7-6, 6-4). Federer tangerade därmed Roy Emersons gamla rekordnotering om 12 Grand Slam-titlar i singel.
Roger Federer vann årets sista tävling, Tennis Masters Cup i Shanghai, efter segrar över bl.a. Rafael Nadal (semifinal) och David Ferrer (final).
Under hösten möttes Roger Federer och den amerikanske f.d. världsettan Pete Sampras i tre uppvisningsmatcher i Östasien. Federer vann de två första matcherna i Seoul och i Kuala Lumpur i raka set. I den sista matchen (i Macau) vann amerikanen.

### 2008: Sjukdom, OS-guld i dubbel och femte titeln i US Open
Federer kunde inte försvara sin titel i Australiska öppna då han förlorade mot Novak Djokovic i tre set. Federers serie på tio raka Grand Slam-finaler bröts därmed. Inför Australiska öppna hade Federer haft magproblem, vilket hade gjort att han inte kunde träna fullt ut dagarna innan. Under våren drabbades Federer av ett elakartat virus som hämmade hans insatser på tennisbanan. Årets första fem månader blev en missräkning för Federer som blev titellös under denna period för första gången sedan 2000.

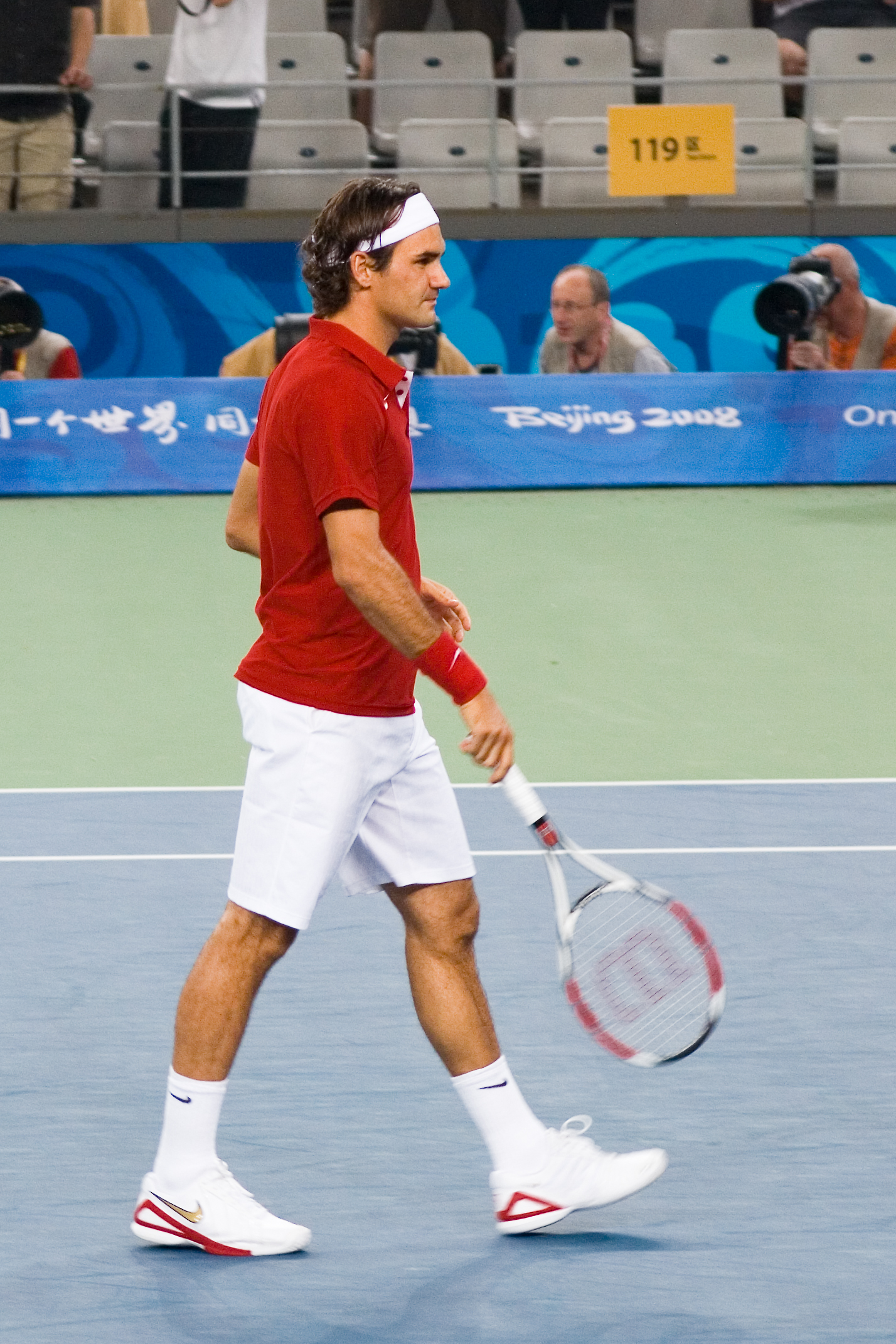
Federer spelar i OS 2008 i Peking.

Sin grusdebut gjorde Federer i Estoril Open där han vann sin första titel. Veckan därpå nådde Federer sin tredje raka final i Monte Carlo Masters, men förlorade ännu en gång mot Rafael Nadal. Inför grussäsongen hade han tagit hjälp av tränaren José Higueras. I Franska öppna nådde Federer sin tredje raka final efter att bara ha förlorat två set på vägen dit. Han blev dock utklassad i finalen mot Rafael Nadal med 6–1, 6–3, 6–0.
Veckan efter vann Federer sin femte titel i Gerry Weber Open utan setförlust. I Wimbledonmästerskapen var Federer femfaldig mästare och förlorade inte ett set fram till finalen. I finalen mötte Federer för tredje året i rad Nadal, men Federer förlorade denna final i en episk femsetare som tog fyra timmar 48 minuter. Federer räddade två matchbollar i det fjärde setets tiebreak och ytterligare en i det femte setet. Matchen anses vara den bästa tennismatch som någonsin spelats.
I Canada Masters förlorade Federer i andra omgången mot Gilles Simon, medan Nadal vann turneringen. Då stod det klart att Nadal skulle passera Federer som världsetta. Federer hade då varit världsetta i 237 veckor i sträck, sedan februari 2004, och ingen hade varit världsetta så länge i sträck tidigare. Han spelade sedan sitt tredje OS i Peking men förlorade  i kvartsfinalen mot James Blake. Federer och Stanislas Wawrinka hade stor succé i dubbeln, de besegrade världsettorna Bob och Mike Bryan från USA i semifinalen och Sveriges Simon Aspelin och Thomas Johansson i finalen. Guldet var Federers första i OS.
I US Open överlevde Federer en femsetare i fjärde omgången mot ryssen Igor Andrejev innan han besegrade världstrean Novak Djokovic ännu en gång i semifinalen. I finalen väntade Andy Murray, som vunnit över Rafael Nadal i sin semifinal, men Federer vann matchen stort i tre set med 6–2, 7–5, 6–2 och blev den första mannen i den öppna eran att vinna fem raka titlar i US Open. I slutet av oktober försvarade Federer sin titel i Swiss Indoors och avslutade året som världstvåa.

### 2009: Karriär Grand Slam och nytt Grand Slam-rekord
I Australiska öppna besegrade han i fjärde omgången Tomáš Berdych efter att ha legat under med två set. Han utklassade sedan Juan Martín del Potro i kvartsfinalen i tre set med 6–3, 6–0, 6–0 och i semifinalen besegrade han Andy Roddick i tre set. I finalen mötte han igen Rafael Nadal. Federer räddade två matchbollar men förlorade matchen i en jämn femsetare med 7–5, 3–6, 7–6(7–3), 3–6, 6–2. Federer visade hur besviken han var under prisutdelningen då han föll i tårar.
Federer nådde semifinal i både Indian Wells Masters och Miami Masters men förlorade dessa mot Novak Djokovic respektive Andy Murray. I den för året nya Masters 1000-tävlingen, Madrid Masters på grus tog Federer sin första titel för året efter att ha besegrat världsettan Rafael Nadal. Det var Federers första vinst mot Nadal sedan 2007 och hans andra vinst mot spanjoren på grus.
I fjärde omgången i Franska öppna mot Tommy Haas var Haas bara fem poäng från att vinna matchen i tre set men Federer lyckades vända matchen och vann i fem set. Han utklassade sedan Gaël Monfils i kvartsfinalen och nådde därmed sin tjugonde raka Grand Slam-semifinal. Han besegrade sedan del Potro i semifinalen i en femsetare och nådde finalen i Franska öppna för fjärde året i rad. I finalen mötte Federer Robin Söderling, som besegrade den fyrfaldiga mästaren Rafael Nadal i fjärde omgången. Federer vann matchen i tre set och vann därmed sin första titel i Franska öppna och tangerade även Pete Sampras rekord på fjorton Grand Slam-titlar och blev också med segern den sjätte manlige spelaren att vinna singeltiteln i alla fyra Grand Slam-turneringar, vilket betecknas som en "Karriär Grand Slam".

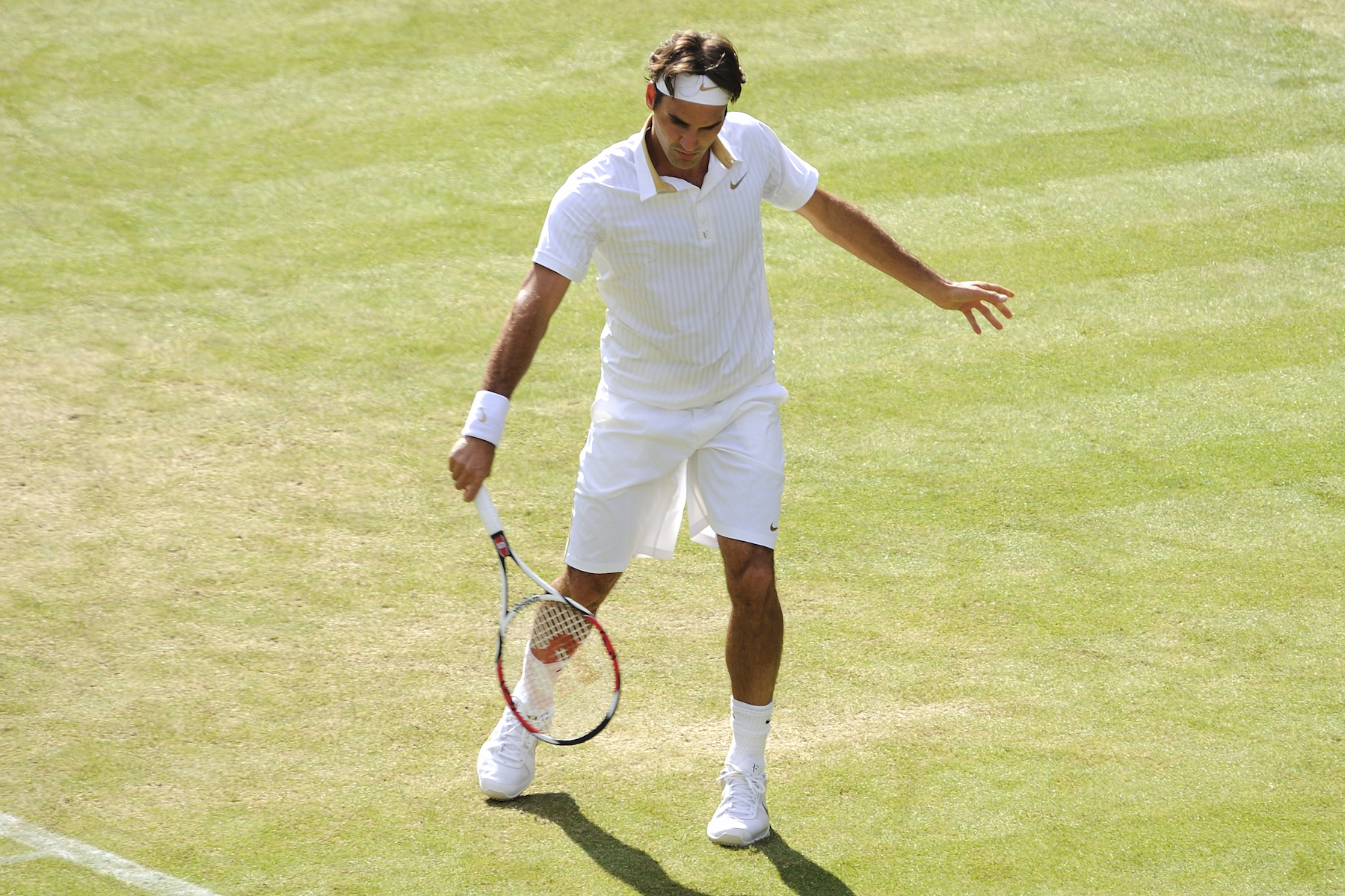
Federer vann sin femtonde Grand Slam-titel i Wimbledon 2009 och tog därmed Pete Sampras rekord som den manliga tennisspelare som vunnit flest Grand Slam-titlar.

I Wimbledon besegrade Federer Robin Söderling igen, sedan Ivo Karlović i kvartsfinalen och Tommy Haas i semifinalen. Han nådde därmed sin tjugonde Grand Slam-final, som var rekord, och hade bara tappat ett set i turneringen. I finalen mötte Federer Andy Roddick för tredje gången i Wimbledon-finalen. Matchen gick så småningom till ett femte set som gick till förlängning, men Federer lyckades till slut bryta Roddicks serve för första gången i den fyra timmar 17 minuter  långa matchen och vann sin sjätte Wimbledon-titel med 16–14 i det femte setet. Matchen slog många rekord och är ansedd att vara en av de bästa tennismatcher som någonsin spelats. Detta var Federers femtonde Grand Slam-titel och han slog med vinsten Pete Sampras gamla rekord på fjorton Grand Slam-titlar och han blev även världsetta igen då han tog Nadals position.
Han vann sedan sin tredje titel i Cincinnati Masters efter att ha besegrat Novak Djokovic i finalen. I US Open spelade Federer väldigt säkert och förlorade bara två set på sin väg till finalen. I semifinalen besegrade han igen Djokovic, den här gången i tre jämna set. Finalen mot Juan Martin del Potro, som i sin semifinal besegrat Rafael Nadal, blev mycket spännande och gick till fem set, men Federer förlorade matchen. För Federer innebar finalplatsen i US Open att han för tredje gången nått final i alla fyra Grand Slam–turneringar under en och samma säsong, en prestation han är ensam om. Federer nådde sedan sin fjärde raka final i Swiss Indoors men förlorade där mot Djokovic. I ATP World Tour Finals, nådde Federer semifinal där han förlorade mot Nikolaj Davydenko. Federer avslutade året som världsetta.

### 2010: Fjärde titeln i Australiska öppna

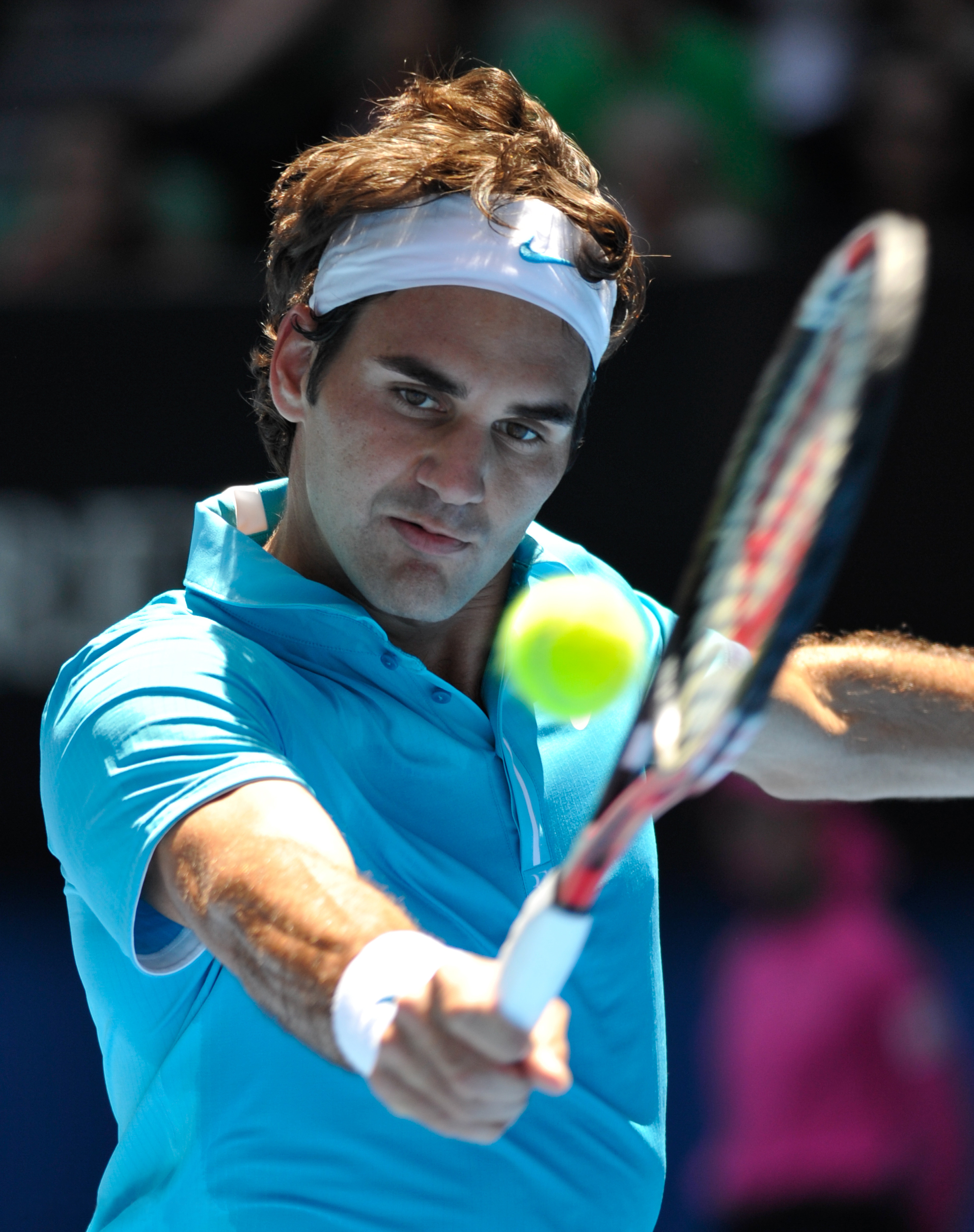
Federer vann sin sextonde Grand Slam-titel i Australiska öppna 2010.

I Australiska öppna förbättrade Federer sitt rekord till tjugotre raka Grand Slam-semifinaler efter att ha besegrat Nikolaj Davydenko i fyra set i kvartsfinalen. Han utklassade Jo-Wilfried Tsonga i semifinalen i raka set och nådde sin åttonde raka Grand Slam-final. I finalen mötte Federer Andy Murray. Efter att ha räddat fem setbollar i det tredje setets tiebreak, vann han på sin tredje matchboll sin sextonde Grand Slam-titel i raka set med 6–3, 6–4, 7–6(13–11).
Under våren och sommaren hade Federer skadeproblem, bland annat från ryggen. Trots detta spelade han på hög nivå, men lyckades inte nå final i någon av säsongens tre återstående Grand Slam-turneringar. I Franska öppna besegrades han i kvartsfinalen av blivande finalisten Robin Söderling. Förlusten innebar att Federer inte längre var världsetta, vilket betydde att han ännu inte innehade rekordet som den spelare som varit världsetta under längst tid (Pete Sampras 286 veckor, Federer 285 veckor). I Wimbledonmästerskapen nådde Federer kvartsfinalen där han förlorade mot Tomáš Berdych i fyra set. Både Franska öppna och Wimbledon vanns av Rafael Nadal, som därmed befäste sin position som ny världsetta.
Sedan nådde Federer final i Rogers Cup men förlorade där mot Andy Murray. Han vann sedan sin fjärde Cincinnati-titel efter att ha besegrat Mardy Fish i tre set.  I US Open uppvisade Federer i ett antal inledande matcher god form utan tecken på skadeproblem. Han tappade inte ett set i turneringen innan han mötte Novak Djokovic i semifinalen. Denna match förlorade Federer i fem set efter att ha haft två matchbollar i egen serve.
Federer gjorde därefter ett kortare uppehåll, men nådde finalen i Shanghai Masters som han förlorade mot Andy Murray i två set. Han spelade sedan i Stockholm Open för första gången sedan 2000, och vann turneringen. Federer vann sedan Swiss Indoors efter att ha vunnit över Novak Djokovic i finalen. I Paris Masters förlorade Federer i semifinalen mot Gaël Monfils i en jämn tresetare efter att själv ha haft fem matchbollar. Federer avslutade spelåret i ATP World Tour Finals. Han fick ett fantastiskt facit genom att gå obesegrad genom gruppspelet, där han i raka set slog David Ferrer, Andy Murray och Robin Söderling. Han besegrade sedan Novak Djokovic i semifinalen och även Rafael Nadal i finalen med 6–3, 3–6, 6–1 och vann sin femte titel i turneringen.

### 2011: Tvåa i Franska öppna
2011 var ett magert år för Federer. Han nådde en Grand Slam-final under året, i Franska öppna, och 2011 var det första året sedan 2002 som Federer inte vann en enda Grand Slam-titel. Året dominerades av den nye världsettan Novak Djokovic som vann tre av årets fyra Grand Slam-titlar.
Federer inledde säsongen med att vinna sin tredje titel i Qatar Open. Federer förlorade sedan mot Novak Djokovic tre gånger i rad, i semifinalen i Australiska öppna, i Dubai-finalen och i Indian Wells-semifinalen. I Franska öppna mötte Federer igen Novak Djokovic i semifinalen. Han vann matchen i fyra set  och såg till att Djokovic förlorade sin första match för året, efter att ha vunnit de första 41. Federer nådde sin femte Franska öppna-final men förlorade ännu en gång mot Rafael Nadal i fyra set.
I Wimbledonmästerskapen nådde han kvartsfinalen där han fick se sig besegrad av Jo-Wilfried Tsonga i fem set. I US Open förlorade Federer mot Djokovic ännu en gång i semifinalen, dessutom ännu en gång efter att själv ha haft matchbollar. Federer hade succé i slutet av året. Han vann sin femte titel i Swiss Indoors och vann dessutom Paris Masters för första gången. I ATP World Tour Finals utklassade Federer Rafael Nadal i gruppspelet med 6–3, 6–0 innan han besegrade David Ferrer i semifinalen och Jo-Wilfried Tsonga i finalen, som han även besegrat i gruppspelet, och vann sin sjätte titel i turneringen. Det var även Federers 70:e singeltitel och han avslutade året som trea på världsrankingen.

### 2012: Sjunde titeln i Wimbledon, världsetta för tredje gången, OS-silver
2012 var en återkomst till briljans för Federer. Det året vann han flest matcher sedan 2006 samt störst andel vunna matcher och flest titlar sedan 2007.

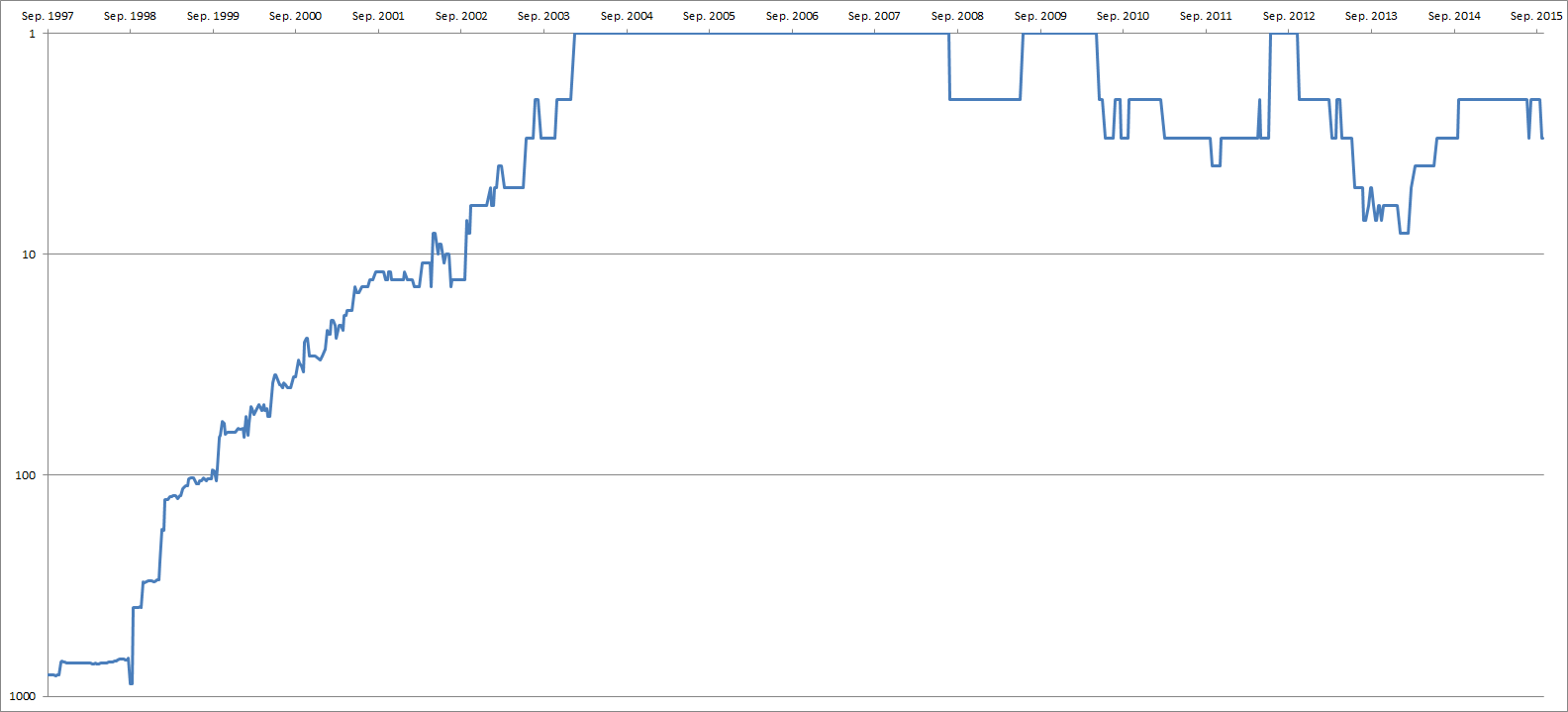
Federers ATP-ranking (på en tiologaritmisk skala) mellan 1997 och 2012.

I Australiska öppna nådde Federer semifinal efter att i kvartsfinalen ha besegrat Juan Martín del Potro (som var Federers 1000:e professionella match i singel) i tre set. Federer förlorade semifinalen mot Rafael Nadal i fyra set. Federer vann sedan sin andra titel i ABN Amro World Tennis Tournament efter att ha besegrat del Potro i finalen.
Federer spelade sedan i Dubai Tennis Championships där han i semifinalen besegrade Juan Martín del Potro i två jämna set som båda gick till tiebreak. Finalen mot Andy Murray vann Federer i två set och erövrade sin femte titel i Dubai. Han förlorade inte ett enda set i turneringen och det var hans andra raka titel under året. Federer spelade sedan i Indian Wells Masters. Där besegrade han igen del Potro i kvartsfinalen. Vinsten blev hans 250:e vinst i karriären i Masters 1000-matcher. I semifinalen besegrade han Rafael Nadal i två set för tionde gången. I finalen väntade John Isner som Federer besegrade i två set och vann sin nittonde Masters 1000-titel, som var delat rekord.

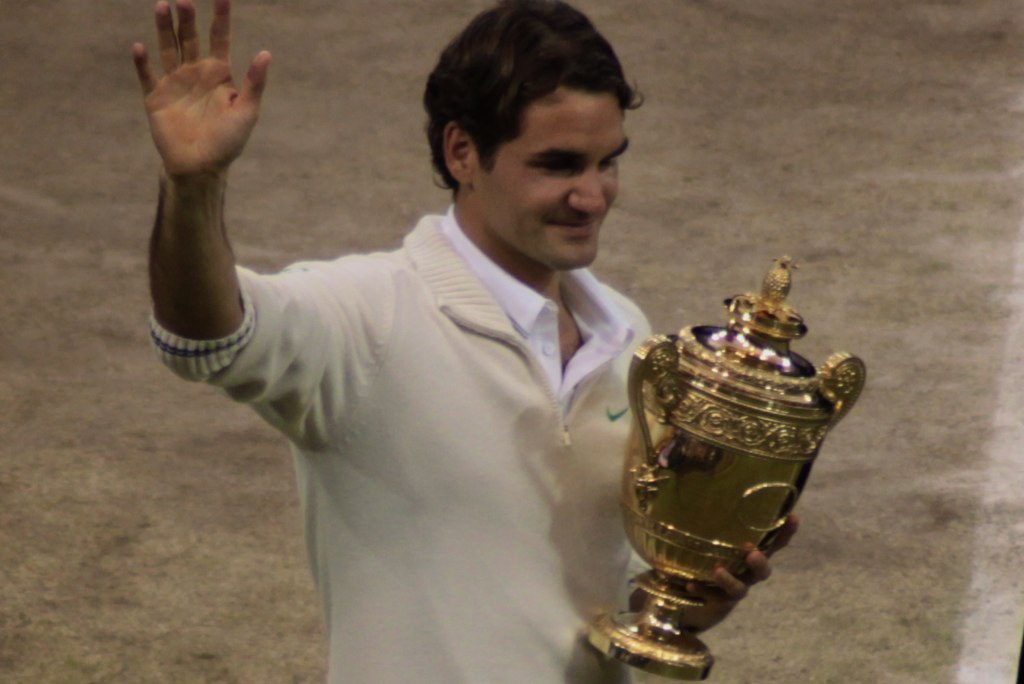
2012 vann Federer sin sjunde Wimbledon-titel och blev världsetta för tredje gången.

Han vann sedan sin tredje titel i Madrid Masters efter att ha vunnit över Tomáš Berdych i en jämn tresetare, med slutresultatet 3–6, 7–5, 7–5. Med vinsten tog han även Nadals plats som världstvåa. Federer spelade sedan sin 50:e Grand Slam-turnering när han kom som tredjeseedad till Franska öppna. Han spelade lite osäkert i de första matcherna men nådde kvartsfinalen. Där besegrade han Juan Martín del Potro i en jämn femsetare. Efter att ha förlorat de första två seten kämpade Federer och vann de tre sista seten relativt stort. Han fick sedan se sig besegrad av världsettan Novak Djokovic i tre set.

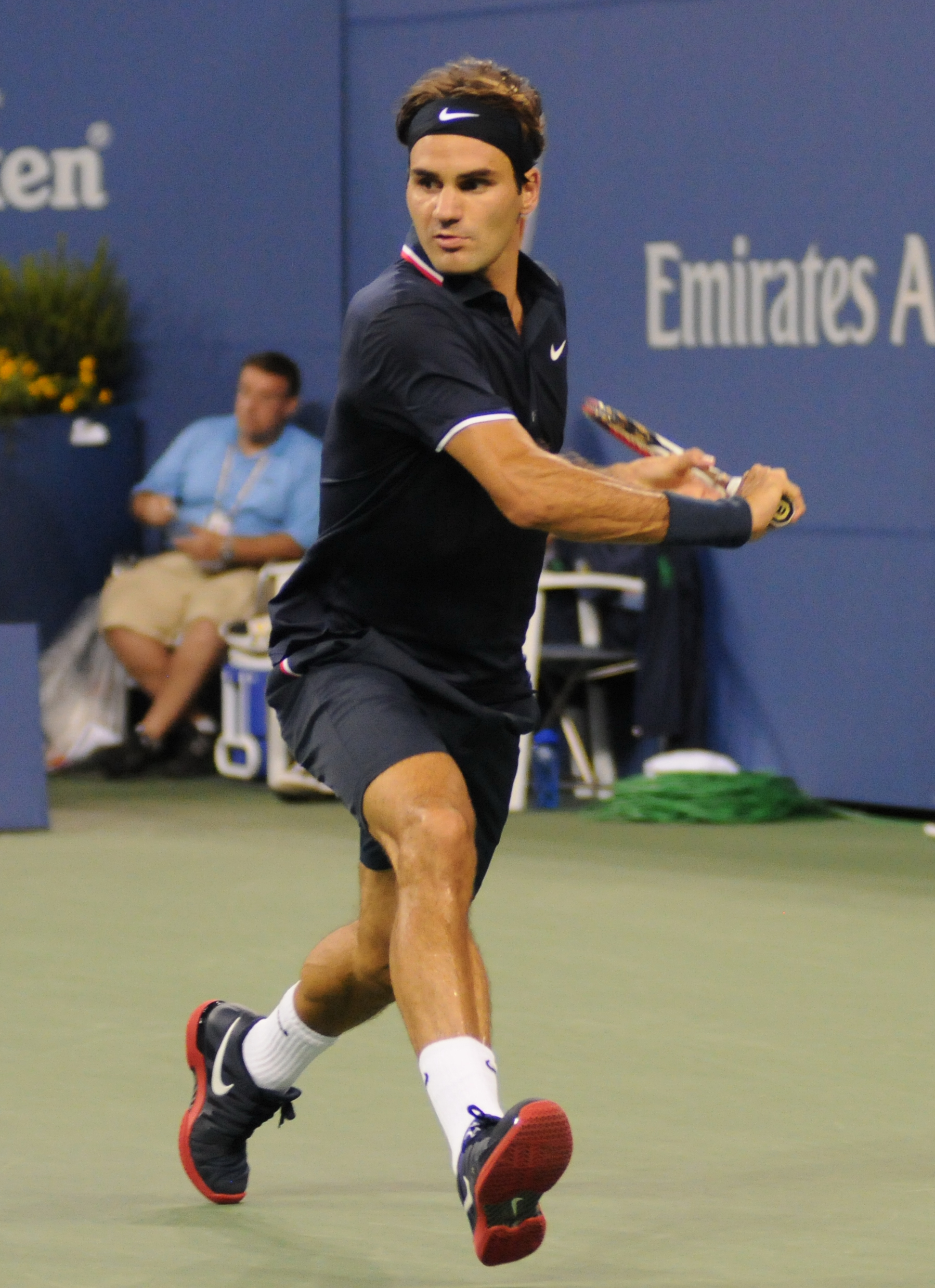
Federer spelar i US Open 2012.

I Wimbledon besegrade Federer Albert Ramos, Fabio Fognini, Julien Benneteau och Xavier Malisse. Kvartsfinalen mot Michail Juzjnyj vann han överlägset efter att bara ha förlorat fem gem. Han besegrade sedan världsettan Novak Djokovic i semifinalen i fyra set och nådde därmed sin åttonde Wimbledon-final. I finalen mötte han hemmahoppet Andy Murray. Efter tre timmar och tjugotre minuters spel tog Federer hem titeln i fyra set med 4–6, 7–5, 6–3, 6–4, och tangerade därmed Pete Sampras rekord på sju vunna Wimbledontitlar samt tog tillbaka förstaplatsen på världsrankingen från Djokovic.
Fyra veckor efter Wimbledon-finalen mötte Federer åter Murray på Wimbledons Centre Court, den här gången i OS-finalen. Denna match kom efter en fyra timmar och tjugosex minuter lång semifinal mot argentinaren Juan Martín del Potro som Federer vann med 19–17 i det tredje och sista setet. Murray besegrade i finalen en chanslös Federer i tre raka set (6–2, 6–1, 6–4). Federer tog därmed OS-silver tillika sin första individuella OS-medalj i tennis.
Federer vann sedan Cincinnati Masters väldigt komfortabelt efter att finalbesegrat Novak Djokovic i två set med 6–0, 7–6(9–7). Han förbättrade därmed sitt rekord till fem Cincinnati-titlar, fler än någon annan spelare; utöver det förlorade han inte ett enda set i hela turneringen. Det gick mindre bra i US Open, där fick han se sig besegrad i kvartsfinalen av Tomáš Berdych. Det var första gången på åtta år, sedan 2004, som Federer inte nått semifinalen i US Open. Efter att ha besegrat Stanislas Wawrinka i tredje omgången av Shanghai Masters, stod det klart att Federer skulle vara världsetta i sin trehundrade vecka i karriären. Han nådde sin sjunde raka final i Swiss Indoors men förlorade där mot del Potro. Federer nådde även finalen i ATP World Tour Finals, men förlorade i en mycket jämn match mot Novak Djokovic.

### 2013: Skadebekymmer
2013 var ett dåligt år för Federer då han hade skadebekymmer, framförallt i ryggen. Han tappade även fem placeringar på världsrankingen från tvåa till sjua som lägst. Det var också det första året sedan 2002 som Federer inte nått någon Grand Slam-final.
I Australiska öppna nådde Federer sin tionde raka semifinal, men förlorade där mot Andy Murray för första gången i en Grand Slam-turnering. Federer åkte ut tidigt i de turneringar han ställde up i, men nådde finalen för tredje gången i Rome Masters där han förlorade stort mot Rafael Nadal. Han nådde kvartsfinal i Franska öppna och hans enda titel under året vann han i Gerry Weber Open där han besegrade Michail Juzjnyj i finalen. Det var Federers 77:e titel i karriären och han var nu delad trea med John McEnroe i antal titlar i den öppna eran. I Wimbledonmästerskapen förlorade Federer i andra omgången mot Sergiy Stakhovsky i fyra set vilket betydde att kvartsfinalerna spelades utan Federer för första gången på 37 turneringar, sedan Franska öppna 2004.
Efter Wimbledon fortsatte Federers skadeproblem och han åkte ut tidigt i de turneringar han ställde upp i. Efter att ha förlorat mot Rafael Nadal igen i Cincinnati Masters gick han ner till sjua på världsrankingen. Det var hans lägsta ranking på över ett decennium. I US Open nådde Federer fjärde omgången och förlorade för andra året i rad mot Juan Martín del Potro i Swiss Indoors-finalen. I oktober annonserade Federer att han och Paul Annacone gått skilda vägar. Han lyckades kvalificera sig för ATP World Tour Finals för tolfte året i rad. Han förlorade mot Djokovic i gruppspelet och även i semifinalen mot Nadal.
Den 27 december 2013 tillkännagav Federer att Stefan Edberg skulle gå med i hans lag som gemensam tränare med Severin Lüthi.

### 2014: Tvåa i Wimbledon och första titeln i Davis Cup
I januari började Stefan Edberg träna Federer. Den första turneringen i vilken Edberg var med i Federers lag var Australiska öppna.

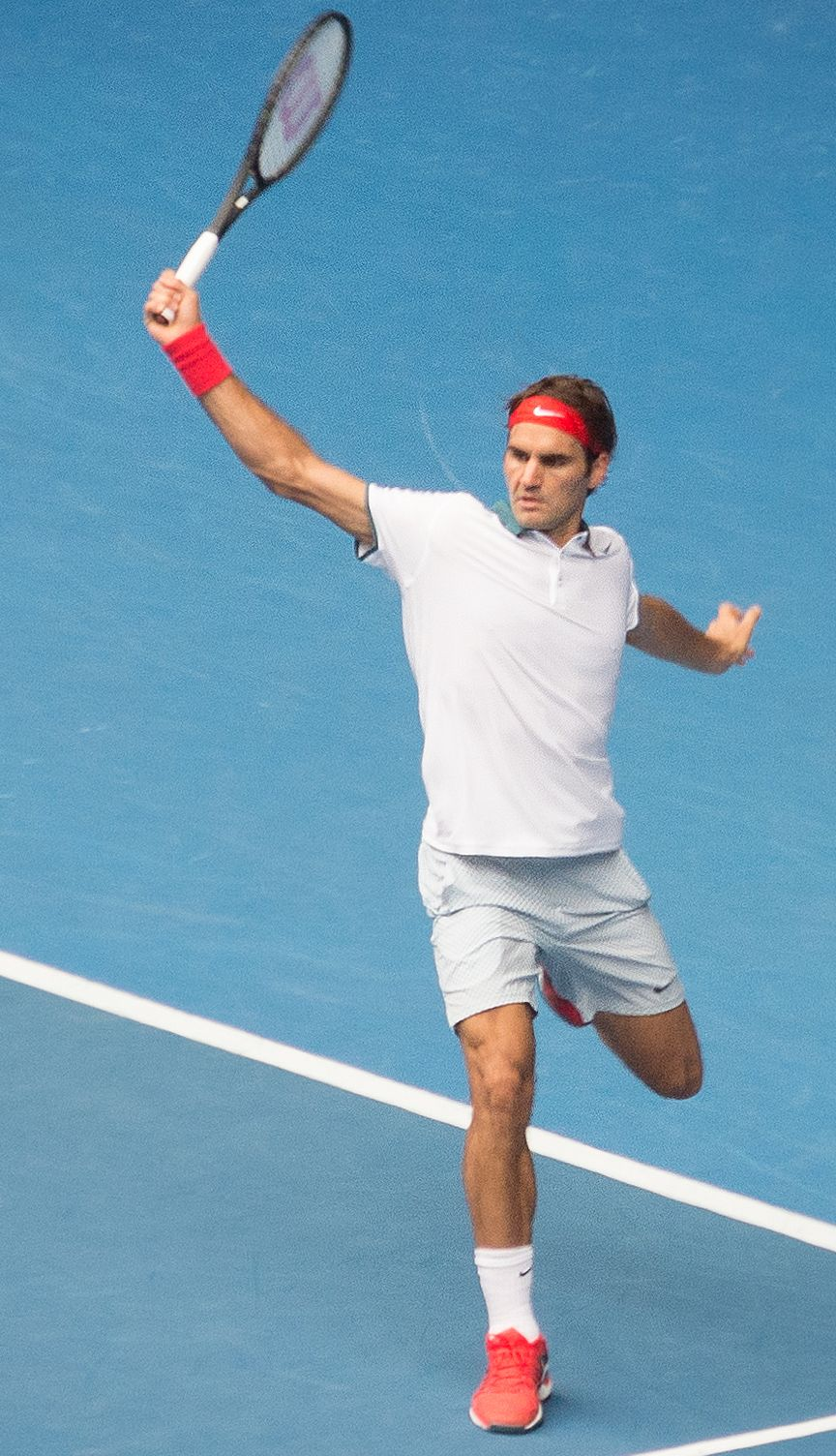
Federer spelar i Australiska öppna 2014.

Federer inledde säsongen med att för första gången i sin karriär ändra racketar från sin sedan länge använda racketram på 90 kvadrattum till en på 97 kvadrattum. Han hade länge haft en nackdel i utrustning eftersom nästan hela touren inklusive hans topprivaler Nadal och Djokovic använt mer kraftfulla ramar på mellan 95 och 100 kvadrattum.
Federer nådde sin elfte raka semifinal i Australiska öppna efter att ha förlorat mot Rafael Nadal. Detta var Federers 57:e raka Grand Slam-turnering, vilket innebar att han ensam blev den spelare som spelat i flest raka Grand Slam-turneringar, före sydafrikanen Wayne Ferreira. Federer vann sedan sin sjätte titel i Dubai Tennis Championships där han i semifinalen besegrade Novak Djokovic samt Tomáš Berdych i finalen. Genom sin första hardcourttitel sedan Cincinnati Masters 2012, var Federer ensam trea, före John McEnroe i flest ATP-titlar i den öppna eran. Federer hade vunnit minst en titel varje år fjorton år i rad, vilket tangerade Ivan Lendls rekord. Han nådde sedan finalen i Indian Wells Masters men förlorade där mot Djokovic i en jämn tresetare.
Efter att Schweiz besegrat Kazakstan i kvartsfinalen av Davis Cup, nådde Federer finalen i Monte Carlo Masters för fjärde gången efter att ha besegrat Djokovic i semifinalen, men fick se sig besegrad av Stan Wawrinka i finalen. I Franska öppna nådde Federer fjärde omgången men vann strax efter sin sjunde titel i Gerry Weber Open.
I Wimbledonmästerskapen nådde Federer sedan sin tjugofemte Grand Slam-final och första på två år med förlusten av bara ett set. Men i finalen mot Novak Djokovic förlorade Federer i en episk femsetare. Federer nådde sedan final i Canada Masters, vann sin sjätte Cincinnati-titel och nådde semifinal i US Open efter att ha räddat två matchbollar mot Gaël Monfils i kvartsfinalen. I Davis Cup-semifinalen mot Italien vann Federer båda sina singelmatcher och Schweiz var i sin andra Davis Cup-final någonsin och första sedan 1992.
Efter att ha räddat fem matchbollar mot Leonardo Mayer i första omgången av Shanghai Masters, besegrade Federer Djokovic i semifinalen med 6–4, 6–4 och Gilles Simon i finalen och vann sin första titel i Shanghai. Federer blev även tvåa på världsrankingen igen, för första gången sedan maj 2013, och var nu före Rafael Nadal. Han vann sedan sin sjätte titel i Swiss Indoors och i ATP World Tour Finals nådde Federer finalen efter att ha räddat fyra matchbollar i semifinalen mot Stanislas Wawrinka. Till finalen mot Novak Djokovic behövde Federer lämna återbud på grund av en ryggskada han känt av i slutet av semifinalen mot Wawrinka. Ryggskadan skulle snart läka. Han avslutade året genom att besegra Frankrikes Richard Gasquet i tre set och gav sin nation sin första Davis Cup-titel.

### 2015: Två Grand Slam-finaler men besegrad av Djokovic
Federer inledde säsongen 2015 i god stil genom vinna Brisbane International. Den jämna finalen gick till en tresetare mot kanadensaren Milos Raonic men Federer lyckades till sist vinna och vann därmed sin första titel i Brisbane och dessutom blev han den tredje manliga tennisspelaren att vinna 1000 matcher. Han blev också den första spelaren att vinna minst en singeltitel femton år i rad.
I Australiska öppna förlorade Federer oväntat i fyra set mot italienaren Andreas Seppi i tredje omgången. Det gjorde att Federer för första gången förlorade mot Seppi samt att det var det första året sedan 2003 då Federer inte nått semifinal i Australiska öppna. Han mötte sedan Novak Djokovic i två finaler i rad. I Dubai försvarade han sin titel och besegrade Djokovic i raka två set. Titeln var hans sjunde i turneringen och han förlorade inte ett set. Under finalen blev han även den fjärde tennisspelaren att göra över 9 000 surveess, tillsammans med Goran Ivanišević, Ivo Karlović, och Andy Roddick. Han nådde sedan finalen i Indian Wells Masters för andra året i rad men förlorade då mot Djokovic i tre jämna set.
I slutet av april vann Federer årets första titel på grus i Turkiet - PNB Paribas Istanbul Open. I finalen besegrades Pablo Cuevas (Uru) i raka set. I grusturneringen i Rom möttes igen Federer och Djokovic i final där Federer förlorade 4-6, 3-6. 
Med årets mycket goda prestationer på grus var Federer en av favoriterna till 2015 års titel i Paris. Federer fick dock se sig besegrad redan i kvartsfinal mot sin landsman Stan Wavrinka.
Förberedelserna för Wimbledon 2015 var sedan utmärkta för Roger Federer som vann den förberedande ATP-turneringen i Halle på gräs. I Wimbledon besegrade igen Roger Federer engelsmannen Andy Murray, denna gång i semifinal. Finalen var ytterst välspelad i fyra set mot Novak Djokovic som vann sin tredje final det året mot Roger Federer.
I augusti 2015 fick Roger Federer revansch mot Novak Djokovic genom att besegra honom i finalen i Indian Wells, hans 87:e titel totalt och den 7:e titeln i Indian Wells som samtidigt tog Roger till andraplatsen på ATP-rankingen. Ett par veckor senare i augusti skulle Federer och Djokovic ställas mot varandra i Finalen i US Open. Matchen var otroligt välspelad men Djokovic gick segrande ur striden med 3-1 i set.
Inomhussäsongen började i Shanghai för Roger Federers del där han förlorade i första omgången mot 70-rankade Albert Ramos-Vinolas (ESP). I Swiss Indors i Basel tog sedan Roger Federer karriärens 88:e titel genom att besegra Rafael Nadal i finalen.
I Barclays ATP World Tour Final möttes 2015 års bästa spelare i finalen: Novak Djokovic mot Roger Federer. Novak Djokovic fick där bevisa att han var den främste spelaren under året, men för Roger Federer var 2015 ett klart framsteg mot att igen kunna utmana om titeln som den bäste spelaren i världen. Tennisvärlden förundrades över hur Roger Federer hade lyckats modernisera sin spelstil för att stärka sin konkurrenskraft mot en yngre spelare. Den 8 december 2015 meddelades att Federer brutit samarbetet med Stefan Edberg. Som ersättare gick Ivan Ljubičić in, tillsammans med tidigare tränaren Severin Luthi.

## Spelstil

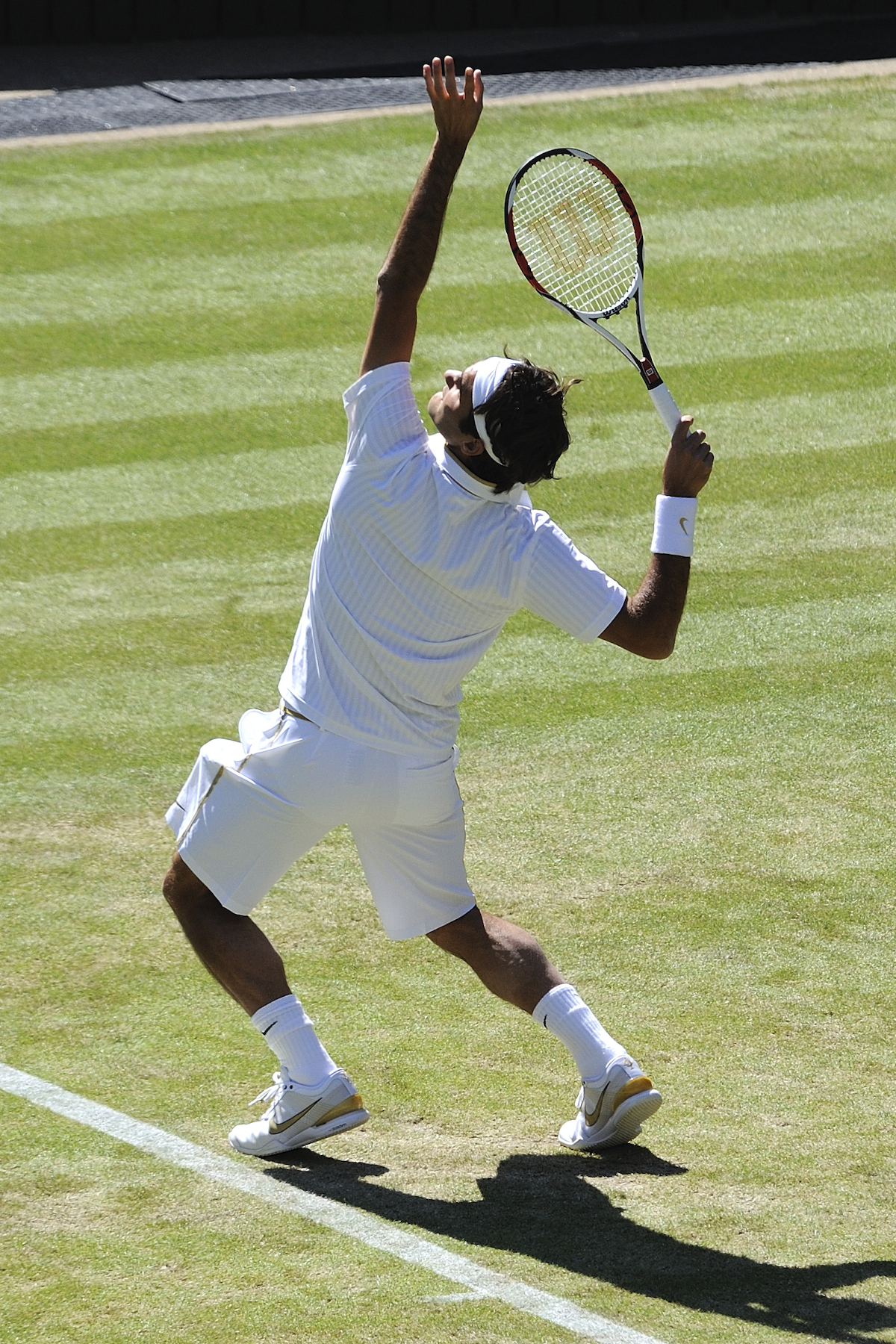
Federers serve

Roger Federer är en komplett tennisspelare utan tekniska svagheter. Han hör till spelarkategorin "all-court player", spelare som rör sig över hela banan och varierar sitt spel med offensivt baslinjespel, nätattacker och serve-volley. Hans grundslag är mycket effektiva både på forehand och backhandsidan och de är slagna med tryck och precision och med liten felprocent. Federers servar är regelmässigt slagna med precis placering, mer sällan hårda, och anses vara bland de allra bästa på touren. Hans precisa och kraftfulla forehand slås ofta med ett särskilt tryck som får kommentatorerna att särskilt kommentera det ljud som uppstår vid bollträffen.
Federer spelar med stor koncentration, kyla och taktisk blick. Han betraktas allmänt som en föredömlig sportsman, och har belönats med Stefan Edberg Sportmanship Award fem år i följd (2004–2008).

## Privatliv

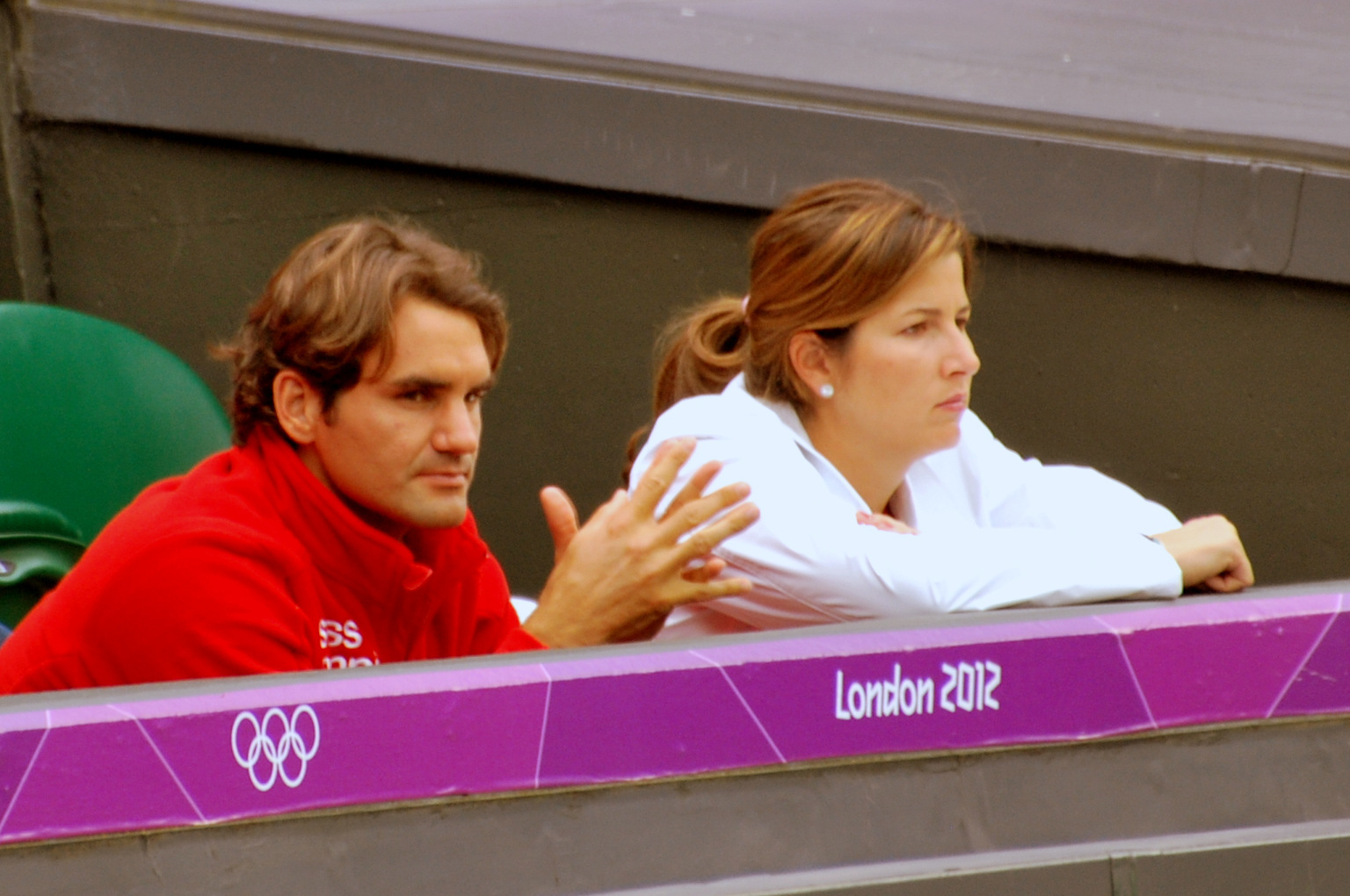
Federer tillsammans med sin fru, Mirka Federer, under OS 2012.

Federer träffade sin fru Miroslava "Mirka" Federer (då Vavrinec, född 1978) 2000 när båda tävlade för Schweiz i OS 2000. Hon avslutade sin karriär 2002 på grund av en fotskada. De båda gifte sig den 11 april 2009 och tre månader senare, den 23 juli, fick de enäggstvillingar, flickorna Myla Rose och Charlene Riva. Den 6 maj 2014 föddes Federers andra tvillingpar, den här gången pojkarna Leo och Lennart "Lenny".
Federer är bosatt i Bottmingen tillsammans med sin familj.
Federer talar schweizertyska (modersmål) samt standardtyska, franska och engelska och har inga problem att hålla presskonferenser och intervjuer på de olika språken.

## Karriärstatistik

### Grand Slam-resultat

#### Historia
| Turnering         | 1998 | 1999 | 2000 | 2001 | 2002 | 2003 | 2004 | 2005 | 2006 | 2007 | 2008 | 2009 | 2010 | 2011 | 2012 | 2013 | 2014 | 2015 | 2016 | 2017 | 2018 | SR      | W–L    | Vinst % |
| ----------------- | ---- | ---- | ---- | ---- | ---- | ---- | ---- | ---- | ---- | ---- | ---- | ---- | ---- | ---- | ---- | ---- | ---- | ---- | ---- | ---- | ---- | ------- | ------ | ------- |
| Australiska öppna | X    | LQ   | 3R   | 3R   | 4R   | 4R   | W    | SF   | W    | W    | SF   | F    | W    | SF   | SF   | SF   | SF   | 3R   | SF   | W    | W    | 6 / 19  | 94–13  | 87.85   |
| Franska öppna     | X    | 1R   | 4R   | QF   | 1R   | 1R   | 3R   | SF   | F    | F    | F    | W    | QF   | F    | SF   | QF   | 4R   | QF   | X    | X    |      | 1 / 17  | 65–16  | 80.25   |
| Wimbledon         | X    | 1R   | 1R   | QF   | 1R   | W    | W    | W    | W    | W    | F    | W    | QF   | QF   | W    | 2R   | F    | F    | SF   | W    |      | 8 / 19  | 91–11  | 89.22   |
| US Open           | X    | LQ   | 3R   | 4R   | 4R   | 4R   | W    | W    | W    | W    | W    | F    | SF   | SF   | QF   | 4R   | SF   | F    |      | QF   |      | 5 / 16  | 78–11  | 87.64   |
| Vinster–förluster | 0–0  | 0–2  | 7–4  | 13–4 | 6–4  | 13–3 | 22–1 | 24–2 | 27–1 | 26–1 | 24–3 | 26–2 | 20–3 | 20–4 | 19–3 | 13–4 | 19–4 | 18–4 | 10-2 | 18-1 | 7-0  | 19 / 70 | 321–51 | 86.29   |

### Grand Slam-finaler
Federer har deltagit i 31 Grand Slam-finaler och har då vunnit 20 och förlorat 11.
| Resultat | År   | Mästerskap            | Underlag  | Finalmotståndare      | Setsiffror                               |
| -------- | ---- | --------------------- | --------- | --------------------- | ---------------------------------------- |
| Vinst    | 2003 | Wimbledon             | Gräs      | Mark Philippoussis    | 7–6(7–5), 6–2, 7–6(7–3)                  |
| Vinst    | 2004 | Australiska öppna     | Hardcourt | Marat Safin           | 7–6(7–3), 6–4, 6–2                       |
| Vinst    | 2004 | Wimbledon (2)         | Gräs      | Andy Roddick          | 4–6, 7–5, 7–6(7–3), 6–4                  |
| Vinst    | 2004 | US Open               | Hardcourt | Lleyton Hewitt        | 6–0, 7–6(7–3), 6–0                       |
| Vinst    | 2005 | Wimbledon (3)         | Gräs      | Andy Roddick          | 6–2, 7–6(7–2), 6–4                       |
| Vinst    | 2005 | US Open (2)           | Hardcourt | Andre Agassi          | 6–3, 2–6, 7–6(7–1), 6–1                  |
| Vinst    | 2006 | Australiska öppna (2) | Hardcourt | Marcos Baghdatis      | 5–7, 7–5, 6–0, 6–2                       |
| Förlust  | 2006 | Franska öppna         | Grus      | Rafael Nadal          | 6–1, 1–6, 4–6, 6–7(4–7)                  |
| Vinst    | 2006 | Wimbledon (4)         | Gräs      | Rafael Nadal          | 6–0, 7–6(7–5), 6–7(2–7), 6–3             |
| Vinst    | 2006 | US Open (3)           | Hardcourt | Andy Roddick          | 6–2, 4–6, 7–5, 6–1                       |
| Vinst    | 2007 | Australiska öppna (3) | Hardcourt | Fernando González     | 7–6(7–2), 6–4, 6–4                       |
| Förlust  | 2007 | Franska öppna         | Grus      | Rafael Nadal          | 3–6, 6–4, 3–6, 4–6                       |
| Vinst    | 2007 | Wimbledon (5)         | Gräs      | Rafael Nadal          | 7–6(9–7), 4–6, 7–6(7–3), 2–6, 6–2        |
| Vinst    | 2007 | US Open (4)           | Hardcourt | Novak Djokovic        | 7–6(7–4), 7–6(7–2), 6–4                  |
| Förlust  | 2008 | Franska öppna         | Grus      | Rafael Nadal          | 1–6, 3–6, 0–6                            |
| Förlust  | 2008 | Wimbledon             | Gräs      | Rafael Nadal          | 4–6, 4–6, 7–6(7–5), 7–6(10–8), 7–9       |
| Vinst    | 2008 | US Open (5)           | Hardcourt | Andy Murray           | 6–2, 7–5, 6–2                            |
| Förlust  | 2009 | Australiska öppna     | Hardcourt | Rafael Nadal          | 5–7, 6–3, 6–7(3–7), 6–3, 2–6             |
| Vinst    | 2009 | Franska öppna         | Grus      | Robin Söderling       | 6–1, 7–6(7–1), 6–4                       |
| Vinst    | 2009 | Wimbledon (6)         | Gräs      | Andy Roddick          | 5–7, 7–6(8–6), 7–6(7–5), 3–6, 16–14      |
| Förlust  | 2009 | US Open               | Hardcourt | Juan Martín del Potro | 6–3, 6–7(5–7), 6–4, 6–7(4–7), 2–6        |
| Vinst    | 2010 | Australiska öppna (4) | Hardcourt | Andy Murray           | 6–3, 6–4, 7–6(13–11)                     |
| Förlust  | 2011 | Franska öppna         | Grus      | Rafael Nadal          | 5–7, 6–7(3–7), 7–5, 1–6                  |
| Vinst    | 2012 | Wimbledon (7)         | Gräs      | Andy Murray           | 4–6, 7–5, 6–3, 6–4                       |
| Förlust  | 2014 | Wimbledon             | Gräs      | Novak Djokovic        | 7–6(9–7), 4–6, 6–7(4–7), 7–5, 4–6        |
| Förlust  | 2015 | Wimbledon             | Gräs      | Novak Djokovic        | 6–7(1–7), 7–6(12–10), 4–6, 3–6           |
| Förlust  | 2015 | US Open               | Hardcourt | Novak Djokovic        | 4–6, 7–5, 4–6, 4–6                       |
| Vinst    | 2017 | Australiska öppna (5) | Hardcourt | Rafael Nadal          | 6–4, 3–6, 6–1, 3–6, 6–3                  |
| Vinst    | 2017 | Wimbledon (8)         | Gräs      | Marin Čilić           | 6–3, 6–1, 6–4                            |
| Vinst    | 2018 | Australiska öppna (6) | Hardcourt | Marin Čilić           | 6–2, 6–7(5-7), 6–3, 3–6, 6–1             |
| Förlust  | 2019 | Wimbledon             | Gräs      | Novak Djokovic        | 6–7(5–7), 6–1, 6–7(4–7), 6–4, 12–13(3–7) |

### Originalcitat på engelska
1. ↑  "In an era of specialists, you're either a clay court specialist, a grass court specialist, or a hard court specialist... or you're Roger Federer."